# 조지프 윤
조셉 여상 윤(영어: Joseph Yuosang Yun, 1954년 ~ )은 대한민국 서울에서 출생한 미국의 외교관이다.

## 출생
대한민국 이름은 윤여상이고 세계 보건 기구(WHO) 나이지리아 국제지부 예하 행정관을 지낸 소아내과 전문의 및 의학박사 윤석우(尹錫宇, Samuel Yun) 전직 대한민국 연희대학교 의과대학 겸임교수 겸 고려대학교 의과대학 겸임교수의 차남(次男)으로 대한민국 서울에서 출생하였다.

## 주요 경력
- 말레이시아 주재 미국 대사관 대사
- 미국 국무부 대북 정책 특별대표
- 주한 미국 대사대리

## 학력
- 영국 카디프 대학교 행정학과 학사
- 영국 웨일스 대학교 대학원 행정학 석사
- 영국 런던 정치경제대학교 정치경제대학원 사회과학 석사
- 영국 런던 정치경제대학교 일반대학원 철학석사

## 같이 보기
- 하워드 고
- 존 무초
- 성 김
- 한국계 미국인